# Pere Johan
Pere Johan, ou Pere Joan, est un sculpteur d'origine catalane du XVe siècle, de style gothique international. Il est né probablement à Tarragone vers 1397/1398, et mort après 1458.

## Biographie
Il est le fils de Jordi de Déu (es), un sculpteur grec de Sicile, un ancien esclave devenu un disciple du sculpteur Jaume Cascalls (es) du XIVe siècle.
Sa première œuvre connue, datant de 1418, est la clef de voûte de la nef centrale de la cathédrale de Barcelone représentant le Christ en Salvator Mundi entouré par des anges.
Il a ensuite réalisé la façade orientale du palais de la généralité de Catalogne et plusieurs gargouilles de la façade gothique de la Casa de la Ciutat, l'hôtel de ville de Barcelone.

## Galerie

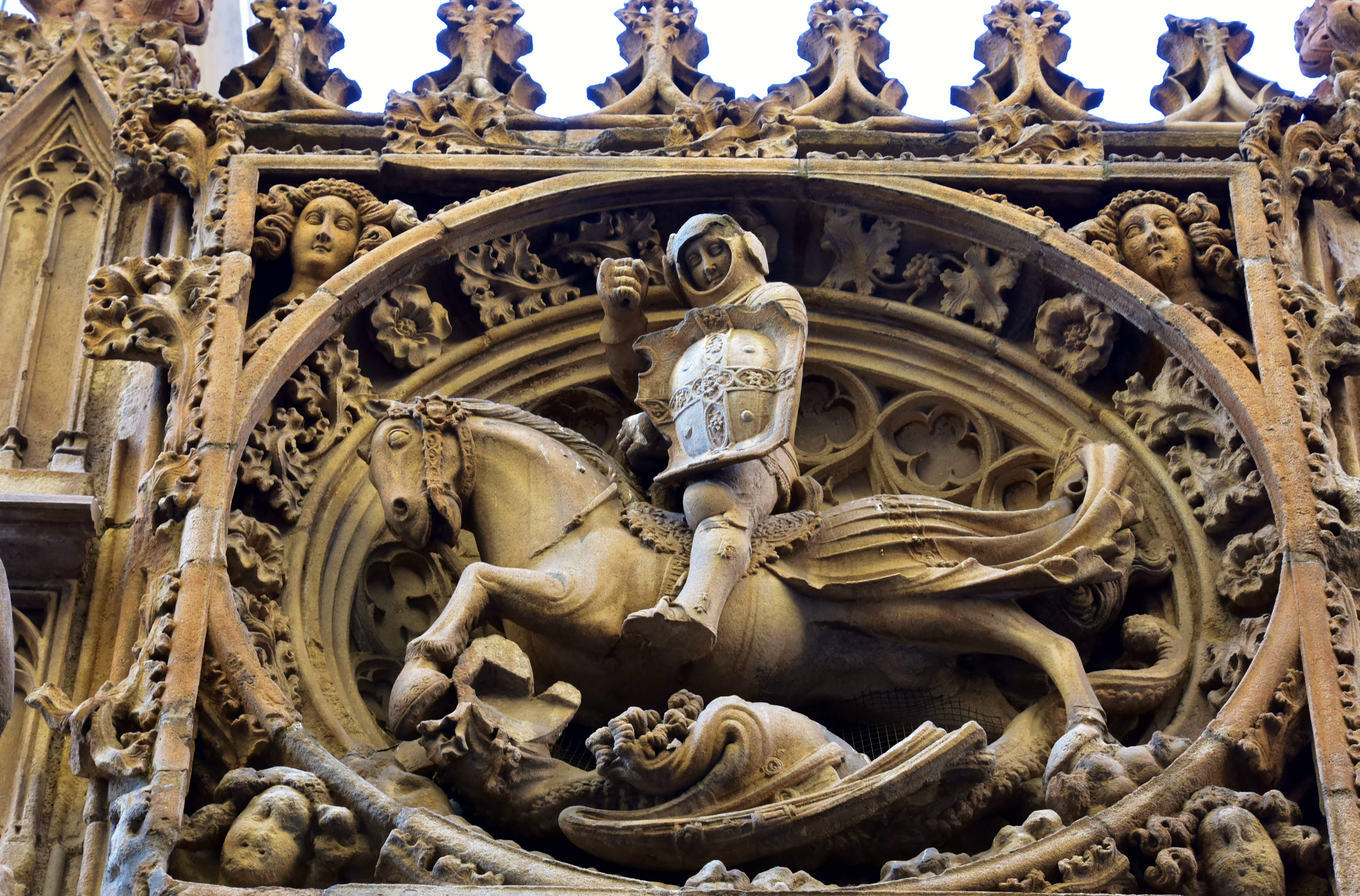
Sculpture de saint Georges sur la façade gothique du palais de la Generalidad.
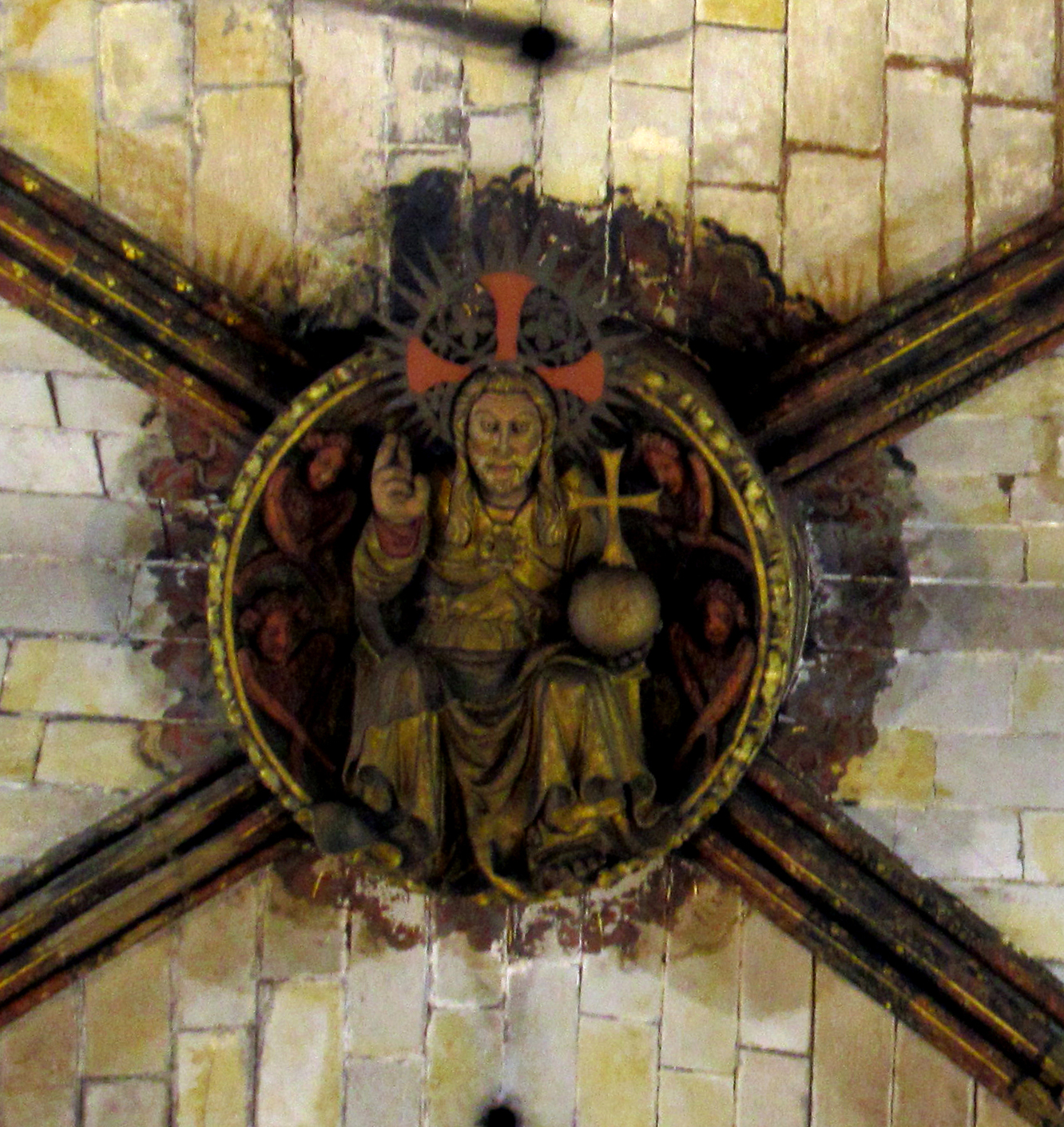
Cathédrale de Barcelone, clef de voûte représentant le Christ en Salvator Mundi.
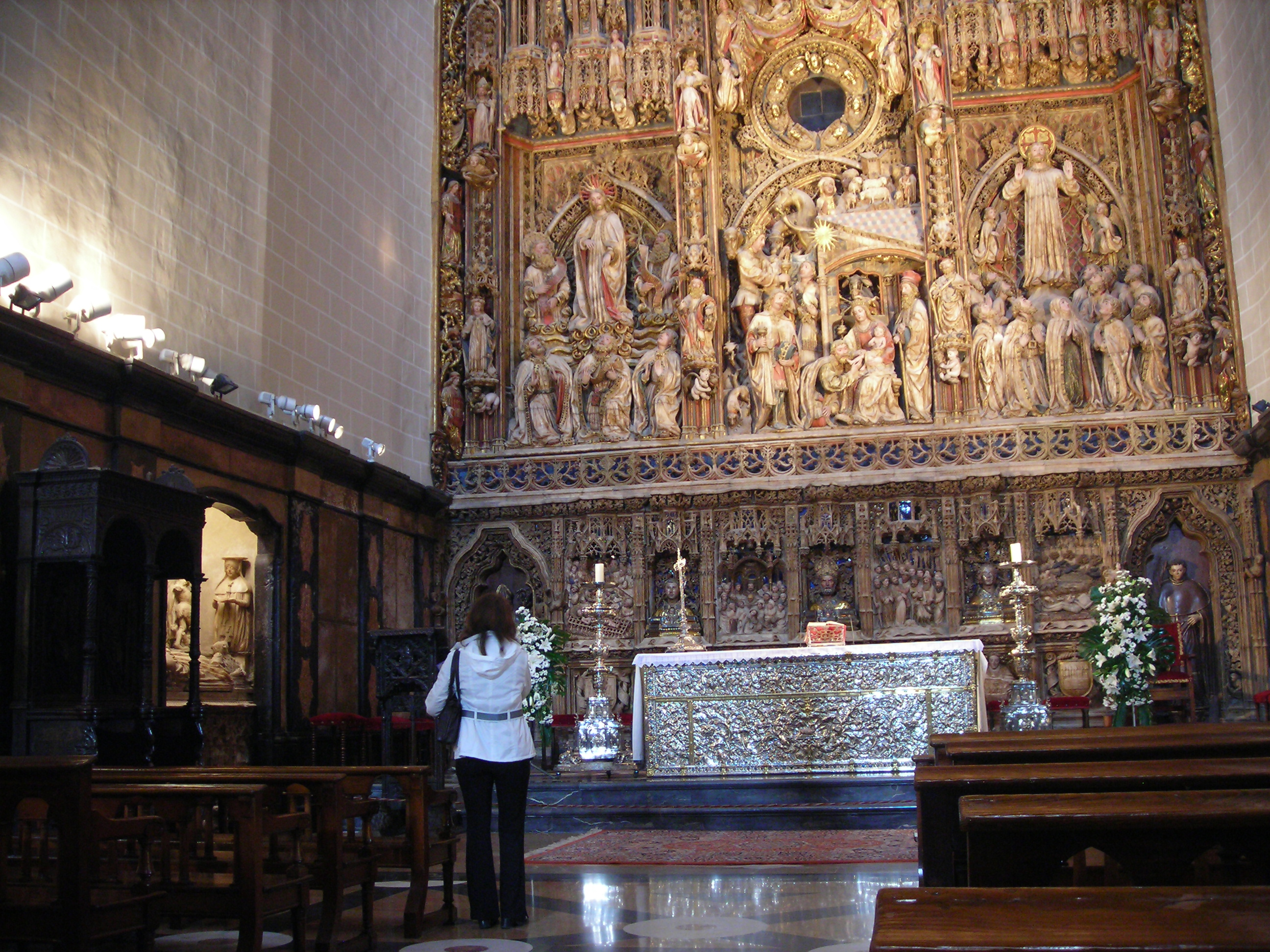
Retable de la cathédrale de Saragosse.
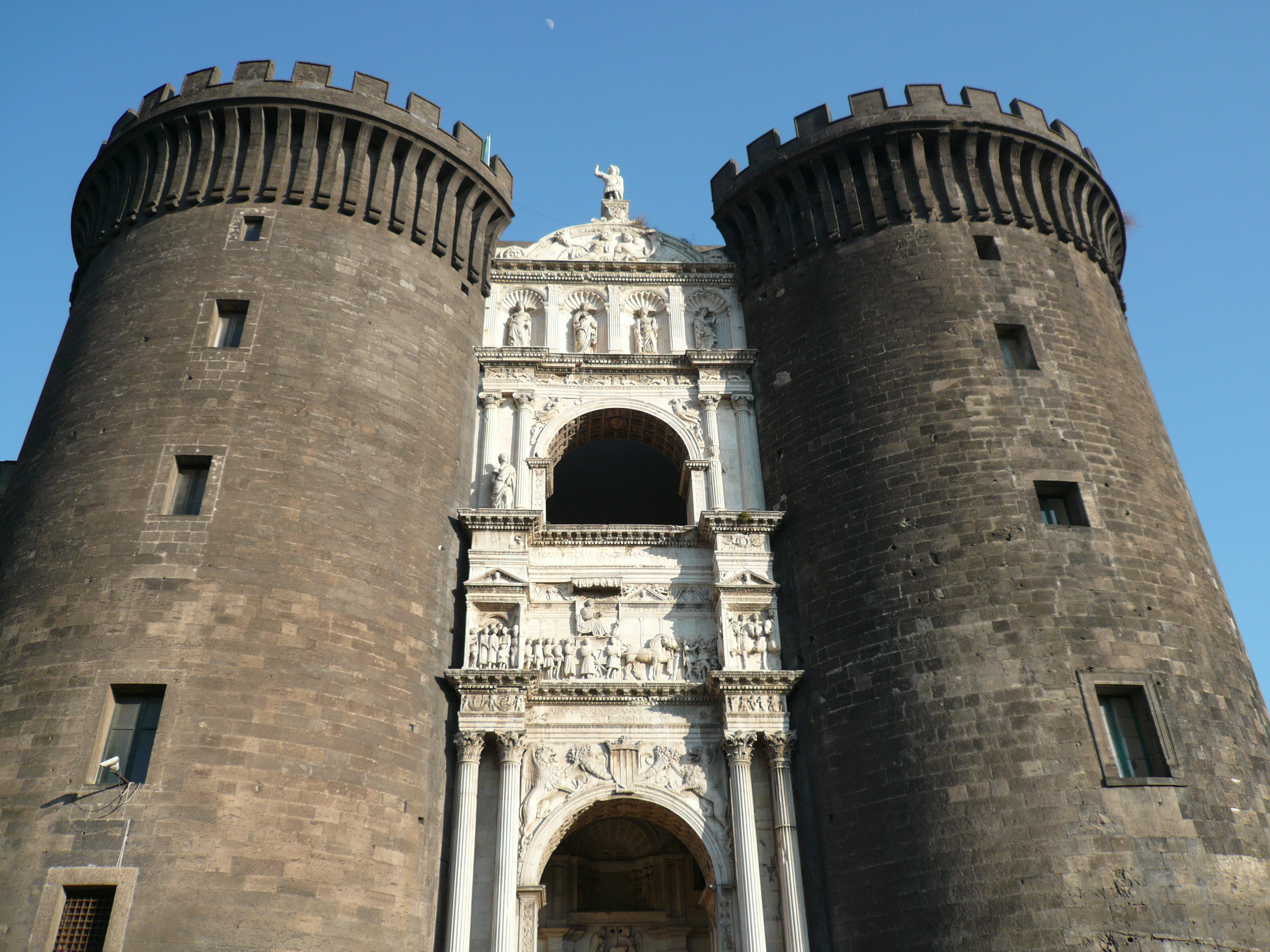
L'arche de triomphe placée à l'entrée du Castel Nuovo de Naples.
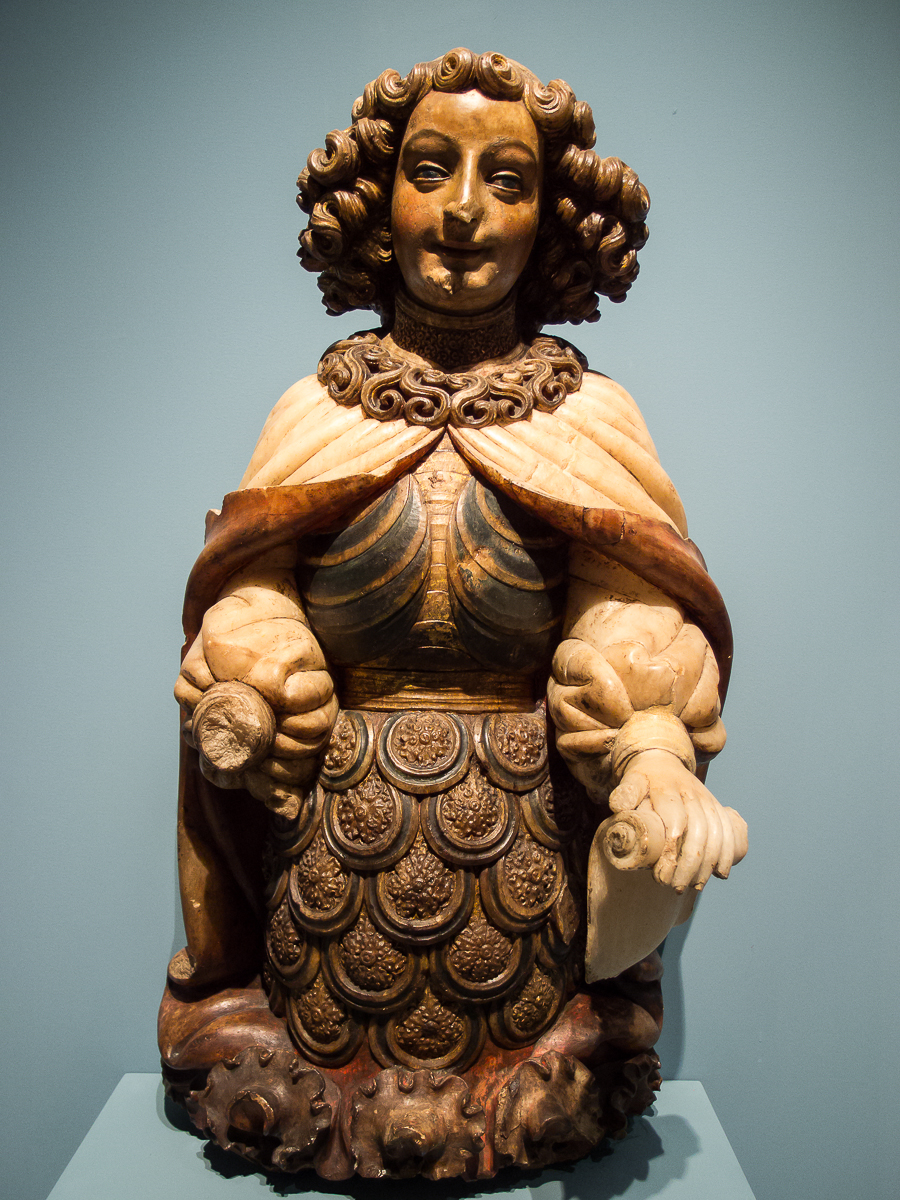
Ange gardien, vers 1442, albâtre polychrome (musée de Saragosse).

Il a participé à la réalisation du retable de l'église de Verdú.
Ses œuvres majeures sont le retable de Sainte Thècle de la cathédrale de Tarragone, réalisé en 1426, et le retable du maître autel dédié au Sauveur de la cathédrale de Sarragosse, datant de 1434. Les deux œuvres ont été commandées par Dalmau de Mur y de Cervelló, d'abord évêque de Gérone, archevêque de Tarragone (1419–1431), puis archevêque de Saragosse (1431-1456).
On lui doit aussi le tombeau d'Hugo de Urriés qui se trouve dans la cathédrale de Huesca. Vers 1442, il a réalisé l'ange gardien de la ville qu'on peut voir dans le musée de Saragosse.
En 1450, Pere Johan vint à Naples à la demande du roi Alphonse V d'Aragon pour réaliser la décoration du Castel Nuovo où il a travaillé avec Guillem Sagrera, jusqu'en 1458 (dernière date où il est cité dans un document), à la réalisation de l'arche de triomphe placée à l'entrée du château. C'est sa dernière œuvre connue.